# 34380 Pratikvangal
34380 Pratikvangal è un asteroide della fascia principale. Scoperto nel 2000, presenta un'orbita caratterizzata da un semiasse maggiore pari a 2,6578903 au e da un'eccentricità di 0,1033252, inclinata di 2,25435° rispetto all'eclittica.